# ستيف هاردين (لاعب كرة قدم كندية)
ستيف هاردين هو لاعب كرة قدم كندية كندي، ولد في 30 ديسمبر 1971 في بالفيو في الولايات المتحدة.

## وصلات خارجية
- ستيف هاردين على موقع مرجع كرة القدم المحترفة.كوم (الإنجليزية)